# La Batea
La Batea é uma comuna da província de Córdoba, na Argentina.